# Българска национална доброволческа рота № 4093
Българската национална доброволческа рота № 4093 (на английски: Bulgarian volunteer Company 4093) е първото българско национално военно подразделение в състава на НАТО.
Ротата е в състава на въоръжените сили на САЩ в Западна Германия от 20 октомври 1951 г. до 30 юни 1964 г. В нея служат български политически емигранти, несъгласни с управлението на Българската комунистическа партия след 9 септември 1944 г.

## История на подразделението
През 1951 г. американските власти се обръщат към д-р Г. М. Димитров, тогава председател на Българския национален комитет, с молба да им съдейства за организиране на доброволческо военно формирование от български политически емигранти, в Западна Европа. Г. М. Димитров откликва с голям ентусиазъм. Той заявява на сънародниците си „ние ще бъдем съюзници, а не наемници“. За 3 седмици д-р Г. М. Димитров успява да убеди над 200 доброволци да кандидатстват за служба в американската армия. Емигрантите вярват, че това е личният им принос за освобождаване на България от комунистите.
Основните изисквания към доброволците са политическа и военна благонадеждност. Кандидатите попълват специални формуляри, разработени в Главната квартира на Северното командване на 7-а Американска армия, в Западна Германия. Успешно преминалите теста са събрани в гарнизона Цайлсхайм - Франкфурт на Майн, през Октомври, 1951 г.
Рота 4093 е сформирана на 20 октомври 1951 г. със Заповед № 53, издадена от Главната квартира на военното командване на американските въоръжени сили в Европа. Кодовото название на подразделението е Cteator Hesse. Рота 4093 е зачислена към 112 Военен център, пощенски код 757, САЩ (112 Military center, ZIP code 757, USA).
На 7 април 1953 г. рота 4093 се пребазира от Цайлсхайм в Ешборн, недалеч от Франкфурт на Майн, по Заповед № 4 на Главната квартира на Северното командване.
Рота 4093 се предислоцира от Ешборн в Депото за амуниции на Рейн (Мизау, пощенски код 180), по Заповед № 11 на Главната квартира на Северното командване, от 20 юни 1953 г. Административно ротата е зачислена към Военна част 7906, пощенски код 180.
На 22 юни 1953 г. рота 4093 е прехвърлена от Северното командване (112 Военен център, пощенски код 757) към Западното командване (110 Военен център, пощенски код 227) и 6950 Трудов център, пощенски код 227 (6950 Labor Service Center, ZIP code 227, US Army).
На 20 октомври 1953 г. рота 4093 се предислоцира от Мизау в Оръжейното депо в Гермерсхайм, пощенски код 403, по Заповед № 7 от 19 октомври 1953 г. Тук подразделението остава до разформироването си през 1964 г.
След смъртта на Сталин (5 март 1953 г.), контактите между новия лидер на СССР Никита Сергеевич Хрушчов и лидерите на западните държави стават по-чести. Хрушчов непрекъснато настоява президентът на САЩ да разформирова националните роти от политически емигранти, от държавите от Източна Европа. САЩ решават да изпълнят искането на съветския лидер, за да запазят затоплянето в отношенията между СССР и Запада.
Рота 4093 е разформирована на 30 юни 1964 г.
През 2002 г. трима ветерани от рота 4093 посещават националния военноисторически музей в град София. Те даряват униформи, лични вещи и други, които се пазят в експозицията на музея до днес.

## Личен състав, структура и задачи
Личният състав на рота 4093 наброява 200 души. Те са организирани като типично пехотно подразделение от американската армия – 4 взвода по 40 души за охрана на обекти и един административен взвод. Националните роти са организирани в отделен полк, със собствена главна квартира и командир.
На рота 4093 е възложена охраната на важни обекти на НАТО в Западна Германия, складове с амуниции, оръжия, ракети, военно оборудване и други.

### Командващи
Първият командир на рота 4093 е лейтенант Стефан Бойдев, син на генерал-майор Васил Бойдев, командващ Въздушните войски (1936 - 1941) и 5-а армия (1942 - 1944). Лейтенант Стефан Бойдев командва частта от основаването ѝ до 17 април 1952 г.
Вторият командир на рота 4093 е лейтенант Борислав Байчев, бивш капитан от българските ВВС. Той ръководи подразделението от 17 април 1952 г. до Март, 1957 г.
Третият и последен командир на рота 4093 е капитан Димитър Кръстев. Той управлява ротата от Март, 1957 г. до разформироването ѝ през 1964 г.

## Бит и традиции на подразделението
Първите доброволци, постъпили на служба през 1951 г. са настанени в триетажна сграда на ул. Пфафенвайзе № 300. През пролетта на 1952 г. личният състав е преместен по-близо до Цайлсхайм, в новопостроени специално за американската армия казарми. Те са с широки стаи, отделни административни офиси, медицински и продоволствен отдел, и отделна транспортна част. Рота 4093 притежава отлично уредена библиотека, която освен личния състав на подразделението, обслужва и българските емигранти от близките околности.
От 1951 г. започва издаването на месечното циклостилно списание „Идейни насоки“. То отразява обществено-политическия живот в България и останалите източноевропейски страни.
От октомври 1953 г. ротата има фонд и клуб, чиито средства се използват за организиране на тържества, издаване на сертификати и значки, и благотворителност.
За място на провеждане на традиционните български тържества, чиновете на ротата си избират параклиса на Българската православна църковна община „Св. Иван Рилски Чудотворец“. Църковното настоятелство винаги откликва с каквото и както може.